# Benedict Anderson
Benedict Richard O'Gorman Anderson  (n. 26 august 1936, Kunming, Republica Chineză – d. 13 decembrie 2015, Batu, Indonezia) a fost un antropolog și sociolog irlandez, profesor emerit al mai multor universități americane, specialist în naționalism.
A devenit celebru prin definiția dată națiunii drept „comunitate imaginară” (imagined community).